# Gorgeous (Taylor Swift)
Gorgeous è un singolo della cantante statunitense Taylor Swift, estratto dal sesto album in studio Reputation e pubblicato come singolo promozionale il 20 ottobre 2017. È stato poi pubblicato come singolo ufficiale per il mercato europeo il 12 gennaio 2018.
È stato annunciato dalla stessa Swift il 19 ottobre su Instagram attraverso l'ascolto di una breve parte del brano, per poi essere pubblicato su iTunes e sulle altre piattaforme digitali il giorno seguente. Nel canale Vevo della cantante è stato pubblicato un lyric video per la canzone.
L'11 dicembre 2017, il singolo viene certificato disco d'oro dalla RIAA per aver venduto più di 500 000 copie digitali.

## Pubblicazione
Dopo che Swift ha tenuto un listening party segreto il 13 ottobre 2017, dove ha fatto ascoltare il suo sesto album in studio Reputation a 100 fan provenienti tutto il mondo, ha annunciato l'uscita di Gorgeous attraverso il suo account Instagram il 19 ottobre. Comprendeva una piccola anteprima della traccia, con "una voce da bambino che diceva il titolo della canzone su un suono elettropop", come descritto da Billboard. È stato quindi rilasciato il giorno seguente come singolo promozionale.  Lo stesso giorno, è stato presentato in anteprima un lyric video per la canzone. È stato inoltre rivelato che la voce del bambino inclusa nella canzone è di James Reynolds, figlia degli attori Blake Lively e Ryan Reynolds. All’aprile 2019 il lyric video ha oltre 100 milioni di visualizzazioni su YouTube.

## Descrizione
Il brano, scritto e prodotto da Taylor Swift, Max Martin e Shellback, ha una durata di tre minuti e ventinove secondi. È stato descritto come una canzone "pop-radio-friendly". Dal punto di vista lirico, la canzone descrive "il perseguimento di un esasperante interesse amoroso", che Swift descrive come "stupendo". Hugh McIntyre di Forbes ha descritto la produzione della canzone come "contemporaneamente un tamburo base 808 e un tentativo di qualcosa che spinge l'elettro-pop in un territorio più interessante di quello di cui si è abituati".  Maeve McDermott di USA Today ha paragonato il ritornello della canzone al sound di Katy Perry. Secondo Elle, l'uomo menzionato nella canzone è l'attore britannico Joe Alwyn, l'attuale fidanzato di Swift.

## Accoglienza
Maeve McDermott di USA Today lo ha definito "un'ulteriore prova del dominio pop della loro regina" per i fan di Taylor Swift, e "un presagio promettente che il vecchio Taylor potrebbe non essere ancora morto" per "gli ascoltatori che finora sono stati scettici nei confronti della nuova direzione di Swift." Glamour ha dichiarato che è stata la prova che Swift era  "da solo a salvare la musica pop nel 2017", definendolo "frizzante e delizioso".  Una recensione positiva di Variety da parte di Chris William ha definito la canzone una "più convenzionale canzone di Taylor Swift" che "fornisce alcuni dei piaceri convenzionali che solo una canzone pop sul cadere profondamente può." Jon Blistein di Rolling Stone pensato la canzone è "lo yang per il vendicativo, arrabbiato yin di Look What You Made Me Do, poiché Swift canta 'malinconicamente' di un uomo sopra un pop gentile e radiofonico." Clayton Purdom di The A.V. Club lo ha definito "il suo primo singolo buono dopo molto tempo", affermando che la canzone "cancella la barra bassa impostata dai suoi due predecessori [Look What You Made Me Do e ...Ready for It?]" e sta facilmente insieme al miglior lavoro di 1989. Eric Renner Brown di Entertainment Weekly ha dato un B + alla canzone, citando che la cantante "è tornata in cima" con Gorgeous.  Richard S. He di Billboard ha detto che i versi della canzone sono "Swift alla sua meschinità", realizzando che stava interpretando un personaggio è non è mai stata più spiritosa". Spencer Kornhaber di The Atlantic l'ha definita "la più somigliante a 1989 delle tre canzoni di Reputation finora rilasciate" e affermando che "la canzone è molto orecchiabile e piacevolmente semplice." In una recensione mista, Frank Guan di Vulture ha affermato che la canzone "non è terribile", ma è “un'altra canzone di Reputation che non è all'altezza del suo titolo."

## Successo commerciale
Negli Stati Uniti, la canzone ha debuttato alla 13ª posizione della Billboard Hot 100, alla 16ª nella Streaming Songs con 16,9 milioni di stream, e in cima alla Digital Songs con 68 000 download nella sua prima settimana di disponibilità. È diventata la sua quattordicesima canzone in cima alla classifica digitale e la tredicesima a debuttare alla sua vetta, raggiungendo Rihanna per il record del maggior numero di numero uno in classifica con 14 ciascuno. In Australia, la canzone è entrata nella ARIA Singles Chart alla 9ª posizione.
La canzone ha raggiunto la 15ª posizione nel Regno Unito.

## Esibizioni dal vivo
La cantante si è esibita con Gorgeous al B96 Chicago and Pepsi Jingle Bash 2017 il 1 dicembre 2017 a Chicago. Il brano è stato cantato anche al Jingle Bell Ball 2017 a Londra e al BBC Radio 1's Big Weekend a Swansea. È stato cantato regolarmente al Reputation Stadium Tour.

## Accoglienza
Il brano è stato accolto positivamente dalla critica. Maeve McDermott, scrivendo per USA Today, acclama il brano descrivendolo come "un promettente auspicio che la vecchia Taylor non sia ancora morta per gli ascoltatori che erano scettici riguardo alla nuova direzione di Swift".